# Nikyatu Jusu
Nikyatu Jusu (* in Atlanta, Georgia) ist eine sierra-leonisch-US-amerikanische Filmregisseurin und Drehbuchautorin.

## Leben und Werk
Jusu erwarb einen Bachelor of Arts in Literatur und Film an der Duke University und einen Master of Fine Arts in Filmproduktion an der New York University. Sie unterrichtet als Assistant Professor of Directing and Screenwriting, Film and Video Studies an der George Mason University.
Jusu gab ihr Regie-Debüt im Jahr 2007 mit dem Kurzfilm African Booty Scratcher, für den sie auch das Drehbuch schrieb. Ihr folgendes Werk Say Grace Before Drowning (2010) wurde beim Chicago International Film Festival im Jahr 2010 als bester Kurzfilm nominiert. Der im Jahr 2022 erschienene Spielfilm Nanny, bei dem sie Regie führte und für den sie das Drehbuch schrieb, wurde beim Sundance Film Festival 2022 mit dem Hauptpreis im US-amerikanischen Spielfilmwettbewerb ausgezeichnet.

## Filmografie
- 2007: African Booty Scratcher (Kurzfilm)
- 2010: Say Grace Before Drowning (Kurzfilm)
- 2011: Black Swan Theory (Kurzfilm)
- 2015: Flowers (Co-Regie, Kurzfilm)
- 2019: Suicide by Sunlight (Kurzfilm)
- 2022: Nanny